# Эльм, Стивен
Стивен Эльм (англ. Steven Elm, род. 12 августа 1975, Ред-Дир, Альберта, Канада) — канадский конькобежец, серебряный призёр Олимпийских игр 2006 года в командных соревнованиях, серебряный и пятикратный бронзовый призёр североамериканских игр, участник Олимпийских игр 1998, 2002 и 2006 годов.